# Șîstiv, Volodîmîr-Volînskîi
Șîstiv (în ucraineană Шистів) este un sat în comuna Zîmne din raionul Volodîmîr-Volînskîi, regiunea Volînia, Ucraina.

## Demografie
Componența lingvistică a localității Șîstiv
     Ucraineană (98,73%)
     Alte limbi (0,63%)
Conform recensământului din 2001, majoritatea populației localității Șîstiv era vorbitoare de ucraineană (98,73%), existând în minoritate și vorbitori de alte limbi.